# Linsey Farnsworth
Linsey Farnsworth est une personnalité politique britannique.

## Biographie
Linsey Farnsworth grandit à Erewash, dans le Derbyshire, et est la première de sa famille à aller à l'université.
En 2024, elle est élue députée.